# Spiegelau
Spiegelau je obec v okrese Freyung-Grafenau v Dolním Bavorsku. Nachází se v Národním parku Bavorský les. Do Grafenau je ze Spiegelau 8 km, do Freyungu 26 km, do Zwieselu 20 km a do Pasova 48 km. Na hraniční přechod Bayerisch Eisenstein/Železná Ruda nebo hraniční přechod Philippsreut/Strážný je odsud 35 km.

## Místní části
- Althütte
- Augrub
- Beiwald
- Flanitzhütte
- Hauswald
- Hirschöd
- Hirschschlag
- Hirschthalmühle
- Hochreuth
- Holzhammer
- Holzmühle
- Jägerfleck
- Kirchenberg
- Klingenbrunn
- Kronreuth
- Langdorf
- Luisenfels
- Mühlberg
- Neuhütte
- Oberkreuzberg
- Ochsenkopf
- Palmberg
- Pronfelden
- Rehbruck
- Reinhardschlag
- Reuteck
- Ringen
- Sommerau
- Spiegelau
- Steinbüchl
- Winkelhof
- Winkelmühle
- Winkelreuth

## Historie
Místo, jehož historie je úzce spjata se sklářským a dřevařským průmyslem, vzniklo ze sklářské huti. Glashütte Spiegelau byla poprvé zmíněna v dokumentu v roce 1521 a v roce 1568 byla označena jako továrna na zrcadla na „Mapě Bavorska“ Philippa Apiana. Glashüttenhof , statek mistra s farmou a všemi ostatními hospodářskými budovami byl v Klingenbrunnu a zůstal zde až do svého uzavření v roce 1832. Místo skutečné sklárny, kde se tavila a tvarovala sklo, se měnilo, bývalo v Ochsenkopf, Althütte, Neuhütte a Spiegelau. Po uzavření sklárny Spiegelau v 17. století téměř opuštěný objekt nadále existoval jako mlýn Spiegelau.
V roce 1839 Anton Hellmayer zřídil ve Spiegelau opět sklárnu, kterou v roce 1842 v dražbě koupil Anton Stangl ze Zwieselu. Nyní začal nový rozkvět výroby skla. V roce 1860 byla vysvěcena kaple. Později průmyslníci z Bavorska a Saska zřídili ve Spiegelau továrny na zpracování dřeva a výrobu lepenky. Po přelomu století boom pokračoval. Úzkorozchodná železnice Spiegelauer Waldbahn byla postavena od roku 1900 pro dopravu dřeva z okolních lesů.
31. října 1901 byl slavnostně otevřen evangelický kostel Martina Luthera. První škola ve Spiegelau byla postavena v roce 1902. . Dne 14. prosince 1916 byl po dvou letech stavby vysvěcen novobarokní katolický kostel svatého Jana Křtitele. Stavbu postavil architekt Hans Schurr.
V roce 1962 byla továrna na křišťálové sklo prodána. Výrobu skla ve Spiegelau v roce 2008 přerušil současný vlastník, rakouská společnost Riedel Glas.
Spiegelau bylo nejprve součástí Oberkreuzbergu a poté Klingenbrunnu. Dne 14. srpna 1959 byl název obce Klingenbrunn změněn na Spiegelau. V důsledku toho se Spiegelau stal obcí a Klingenbrunn a Oberkreuzberg se staly součástí této obce.

## Doprava

### Železniční doprava
Spiegelau má vlastní vlakovou stanici na železniční trati Zwiesel–Grafenau.

### Silniční doprava
Spiegelau je spojen s Grafenau a Frauenau státní silnicí 2132. Navíc státní silnice 2129 vede přes Eppenschlag na B 85; Okresní silnice vedou do sousedních obcí Kirchdorf im Wald, Schönberg (Dolní Bavorsko), Sankt Oswald-Riedlhütte a Neuschönau.
Spiegelau je začleněn do systému „Igelbus“ národního parku „Bavorský les“ a v tomto systému je důležitým uzlem.

## Turistika
Vlastní Spiegelau je státem schválené letovisko. Obec je lyžařským střediskem.
Jízdenka Bayerwald platí v městské části. Od 1. května 2010 je Spiegelau spolu s dalšími obcemi Bavorského lesa zapojena do systému GUTi – Guest Service Environment Ticket, který nabízí prázdninovým hostům bezplatnou dopravu na všechna vlaková a autobusová spojení v tarifní oblasti Bayerwald – Ticket.